# Rommele distrikt
Rommele distrikt är ett distrikt i Trollhättans kommun och Västra Götalands län. 
Distriktet ligger söder om Trollhättan. 

## Tidigare administrativ tillhörighet
Distriktet inrättades 2016 och utgörs av socknen Rommele.
Området motsvarar den omfattning Rommele församling hade vid årsskiftet 1999/2000.